# Landesarbeitsgemeinschaft Onkologische Versorgung Brandenburg
Die Landesarbeitsgemeinschaft Onkologische Versorgung Brandenburg e.V. (LAGO) ist das onkologische Netzwerk des Landes Brandenburg. Die LAGO wurde 1993 auf Initiative von Gesundheitsministerin Regine Hildebrandt gegründet und hat zum Ziel, die onkologische Versorgung in Brandenburg kontinuierlich zu verbessern. Darüber hinaus fördert die LAGO die Zusammenarbeit sowie den Informations- und Erfahrungsaustausch aller an der onkologischen Versorgung beteiligten Institutionen, Berufsgruppen, Selbsthilfeorganisationen und ehrenamtlich Tätigen. Die LAGO findet bundesweite Beachtung, da sie als Organisation in Deutschland einzigartig ist. Mit ihr haben sich die wichtigen Akteure der onkologischen Versorgung auf Landesebene eine Plattform für eine richtungsweisende Zusammenarbeit gegeben.
Die Tätigkeitsschwerpunkte liegen auf der Vernetzung aller an der onkologischen Versorgung beteiligten Berufsgruppen, der Koordinierung von landesweiten Aktivitäten im Bereich Onkologie sowie auf der Lenkung von gemeinsam mit ihren Mitgliedsorganisationen abgestimmten Maßnahmen. Die LAGO initiiert und koordiniert regionale Fortbildungen für onkologisch tätiges Personal und entwickelt unterstützende Informationsangebote für professionell Helfende und von Krebs Betroffene.